# 清川町 (名古屋市)
清川町（きよかわちょう）は愛知県名古屋市中川区にある町名。現行行政地名は清川町1丁目から清川町6丁目。住居表示未実施。

## 地理
名古屋市中川区の東部に位置し、東に八神町と元中野町、西に清船町、南に福川町、北に富川町と接する。

### 河川
- 中川運河

## 歴史
- 1930年（昭和5年）3月15日 - 南区野立町・八熊町の各一部により、同区清川町として成立[5]。
- 1937年（昭和12年）10月1日 - 中川区編入により、同区清川町となる[5]。

## 世帯数と人口
2019年（平成31年）1月1日現在の世帯数と人口は以下の通りである。
| 町丁   | 世帯数 | 人口 |
| ------ | ------ | ---- |
| 清川町 | 24世帯 | 55人 |

## 学区
市立小・中学校に通う場合、学校等は以下の通りとなる。また、公立高等学校に通う場合の学区は以下の通りとなる。
| 番・番地等 | 小学校               | 中学校               | 高等学校 |
| ---------- | -------------------- | -------------------- | -------- |
| 全域       | 名古屋市立八幡小学校 | 名古屋市立八幡中学校 | 尾張学区 |

## 施設
- しまむら 篠原橋東店
- マックスバリュ 篠原橋東店
- サンドラッグ 篠原橋東店
- スギ薬局 野立橋店

## その他

### 日本郵便
- 郵便番号 : 454-0049[2]（集配局：中川郵便局[8]）。